# Ройріт
Ройріт (нім. Reurieth) — громада в Німеччині, розташована в землі Тюрингія.
Входить до складу району Гільдбурггаузен. Складова частина об'єднання громад Фельдштайн. Площа — 16,22 км2. Населення становить 772 ос. (станом на 31 грудня 2021).
Офіційний код — 16 0 69 037.